# مجموعه تراز
در ریاضیات، یک مجموعه تراز (به انگلیسی: level set) برای یک تابع حقیقی-مقدار f با n تا متغیر حقیقی، مجموعه‌ای است که تابع در آن، یک مقدار ثابت معین c را به خود می‌گیرد، یعنی:
{\displaystyle L_{c}(f)=\left\{(x_{1},\ldots ,x_{n})\mid f(x_{1},\ldots ,x_{n})=c\right\}~,}
وقتیکه تعداد متغیرهای مستقل برابر دو است، به مجموعه تراز، منحنی تراز می‌گویند که خط تراز (مرز) (به انگلیسی: contour line) یا خط همبار (به انگلیسی: isoline) هم نام دارد؛ از این رو یک منحنی تراز برابر مجموعه همه راه‌حل‌های حقیقی-مقدار از یک معادله با دو متغیر x1 و x2 است. وقتیکه n = ۳ است، به مجموعه تراز یک رویه تراز (به انگلیسی: level surface) (یا هم‌رویه (به انگلیسی: isosurface)) می‌گویند؛ از این‌رو یک رویه تراز برابر مجموعه همه ریشه‌های حقیقی-مقدار از یک معادله با سه متغیر x1، x2 و x3 است. برای مقادیر بالاتر از n، مجموعه تراز یک اَبَررویه تراز است، یعنی مجموعه همه ریشه‌های حقیقی-مقدار از یک معادله با n > 3 متغیر.
یک مجموعه تراز حالت خاصی از یک تار است.

## نام‌های جایگزین

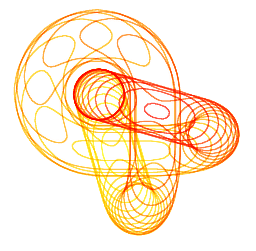
تقاطع‌های رویه‌های تراز یک تابع مختصاتی با یک گره سه‌پره. منحنی‌های قرمز به بیننده نزدیکتر هستند، درحالیکه منحنی‌های زرد دورترند.

مجموعه‌های تراز در بسیاری از کاربردها دیده شده‌اند که اکثراً در آن‌ها نام متفاوتی دارند.
برای مثال، یک منحنی ضمنی یک منحنی تراز است، که به صورت مستقل از منحنی‌های همسایه‌اش درنظر گرفته می‌شود، و روی این موضوع تأکید دارد که چنین منحنی‌ای توسط یک معادله ضمنی تعریف شده‌است. به صورت مشابه، یک رویه تراز را گاهی رویه ضمنی یا یک هم‌رویه می‌نامند.
نام هم‌مرز (به انگلیسی: isocontour) هم به کار می‌رود، که به معنی یک مرز با ارتفاع برابر است. در زمینه‌های کاربردی مختلف، به هم‌مرز نام‌های خاصی داده‌شده‌است، که معمولاً نشان‌دهنده طبیعت مقادیر تابع مورد نظر است، مثل همفشار، همدما، همزمان، هم‌رنگ، متساوی التولید، و منحنی بی‌تفاوتی است.

## مثال‌ها
فاصله اقلیدسی دو-بعدی را در نظر بگیرید {\displaystyle d(x,y)={\sqrt {x^{2}+y^{2}}}} یک مجموعه تراز {\displaystyle L_{r}(d)} از این تابع شامل آن نقاطی است که در فاصله {\displaystyle r} از مبدأ قرار می‌گیرند، که یک دایره تشکیل می‌دهند. برای مثال {\displaystyle (3,4)\in L_{5}(d)}، زیرا {\displaystyle d(3,4)=5} است. به صورت هندسی، این یعنی نقطه {\displaystyle (3,4)} روی دایره با شعاع ۵ با مرکز مبدأ می‌افتد. به صورت کلی‌تر، یک کره در یک فضای متری {\displaystyle (M,m)} با شعاع {\displaystyle r} و مرکز {\displaystyle x\in M} را می‌توان به صورت مجموعه تراز {\displaystyle L_{r}(y\mapsto m(x,y))} تعریف کرد.
مثال دوم نمودار تابع هیملبلو است که در شکل زیر نمایش داده شده‌است. هر منحنی نشان‌داده شده یک منحنی تراز از تابع است، که به صورت لگاریتمی فاصله‌دهی شده‌اند: اگر یک منحنی نمایش‌دهنده {\displaystyle L_{x}} باشد، آنوقت این منحنی به صورت مستقیم «درونی» نمایش‌دهنده {\displaystyle L_{x/10}} است، و به صورت مستقیم «بیرونی» نمایش‌دهنده {\displaystyle L_{10x}} است.

نمودار منحنی تراز با فاصله-لگاریتمی از تابع هیملبلاو

## مجموعه تراز دربرابر گرادیان

یک تابع f را درنظر بگیرید که گراف آن شبیه یک تپه است. منحنی‌های آبی همان مجموعه‌های ترازی هستند؛ منحنی‌های قرمز از جهت گرادیان پیروی می‌کنند. کوه‌نورد محتاط مسیرهای آبی را دنبال می‌کند، و کوه‌نورد شجاع مسیرهای قرمز را دنبال می‌کند. توجه کنید که مسیرهای آبی و قرمز همیشه در یک زاویه قائمه با هم برخورد دارند.

قضیه: اگر تابع f دیفرانسیل‌پذیر باشد، آنوقت گرادیان f در یک نقطه یا صفر است، یا عمود بر مجموعه تراز f در آن نقطه است.
برای فهم معنی این، فرض کنید که دو کوه‌نورد در یک محل روی یک یک کوه هستند. یکی شجاع است، و تصمیم می‌گیرد تا در جهتی حرکت کند که تندترین شیب را دارد. دیگری محتاط‌تر است؛ او نه می‌خواهد از کوه صعود کند و نه پایین بیاید، او مسیری را انتخاب می‌کند که او را در همان ارتفاع نگه می‌دارد. در این قیاس، قضیه بالا می‌گوید که دو کوه‌نورد در جهت‌های «عمود برهم» شروع به حرکت می‌کنند.
یکی از نتایج این قضیه (و اثبات آن) آن است که اگر f دیفرانسیل‌پذیر باشد، یک مجموعه ترازی در خارج از نقاط بحرانی f یک اَبَررویه و یک منیفلد است. در یک نقطه بحرانی، یک مجموعه ترازی را می‌توان به یک نقطه کاهش داد (برای مثال در یک بیشینه محلی از f) یا ممکن است که تکینگی داشته باشد، مثل یک نقطه خود-متقاطع یا یک نقطه نوک‌تیز.

## مجموعه‌های زیرتراز و بالاتراز
یک مجموعه با حالت زیر
{\displaystyle L_{c}^{-}(f)=\left\{(x_{1},\dots ,x_{n})\mid f(x_{1},\dots ,x_{n})\leq c\right\}}
یک مجموعه زیرتراز از f نام‌دارد (یا به عبارت دیگر یک مجموعه تراز پایینی یا یک گودال از f) نام دارد. یک مجموعه اکیداً زیرتراز از f برابر زیر است
{\displaystyle \left\{(x_{1},\dots ,x_{n})\mid f(x_{1},\dots ,x_{n})<c\right\}}
به صورت مشابه
{\displaystyle L_{c}^{+}(f)=\left\{(x_{1},\dots ,x_{n})\mid f(x_{1},\dots ,x_{n})\geq c\right\}}
یک مجموعه بالاتراز از f (یا به عبارت دیگر یک مجموعه تراز بالایی از f) نامیده می‌شود. یک مجموعه بالاتراز اکید از f برابر زیر است
{\displaystyle \left\{(x_{1},\dots ,x_{n})\mid f(x_{1},\dots ,x_{n})>c\right\}}
مجموعه‌های زیرتراز در نظریه کمینه‌سازی مهم هستند. بر اساس قضیه وایرستراس، «محدودیت یک مجموعه زیرتراز غیر-تهی» و «شبه-پیوستگی پایینی تابع» به معنی ضمنی آن است که یک تابع به کمینه خود رسیده‌است. محدب‌بودن همه مجموعه‌های زیرتراز، از مشخصه‌های توابع شبه‌محدب هستند.